# Liste der Baudenkmale in Hildesheim
In der Liste der Baudenkmale in Hildesheim sind alle denkmalgeschützten Bauten der niedersächsischen Stadt Hildesheim (Landkreis Hildesheim) aufgelistet. Der Stand der Liste ist das Jahr 2012.
Die Baudenkmale der Kernstadt Hildesheims in der Welterbe Pufferzone befindet sich in der Liste der Baudenkmale in Hildesheim/Pufferzone Welterbe. Die Baudenkmale in den Stadtteilen von Hildesheim, die bei der Gemeindereform von 1974 eingemeindet wurden, sind in der Liste der Baudenkmale außerhalb der Kernstadt aufgelistet.
Bis zur vollständigen Aktualisierung kann es zu Fehleinträgen, gerade bei den Einzeldenkmalen, kommen.

## Allgemein
In den Spalten befinden sich folgende Informationen:
- Lage: die Adresse des Baudenkmales und die geographischen Koordinaten. Kartenansicht, um Koordinaten zu setzen. In der Kartenansicht sind Baudenkmale ohne Koordinaten mit einem roten Marker dargestellt und können in der Karte gesetzt werden. Baudenkmale ohne Bild sind mit einem blauen Marker gekennzeichnet, Baudenkmale mit Bild mit einem grünen Marker.
- Bezeichnung: Bezeichnung des Baudenkmales
- Beschreibung: die Beschreibung des Baudenkmales. Unter § 3 Abs. 2 NDSchG werden Einzeldenkmale und unter § 3 Abs. 3 NDSchG Gruppen baulicher Anlagen und deren Bestandteile ausgewiesen.
- ID: die Objekt-ID des Baudenkmales
- Bild: ein Bild des Baudenkmales, ggf. zusätzlich mit einem Link zu weiteren Fotos des Baudenkmals im Medienarchiv Wikimedia Commons. Wenn man auf das Kamerasymbol klickt, können Fotos zu Baudenkmalen aus dieser Liste hochgeladen werden:

## Hildesheim, Kernstadt, ohne Welterbe Pufferzone

### Gruppe: Ehemaliger Fliegerhorst, Lerchenkamp
Die Gruppe „Ehemaliger Fliegerhorst, Lerchenkamp“ hat die ID 37504048.

| Lage                                               | Bezeichnung         | Beschreibung                    | ID       | Bild |
| -------------------------------------------------- | ------------------- | ------------------------------- | -------- | ---- |
| Gropiusstraße 52° 10′ 26″ N, 9° 56′ 21″ O          | Grünanlage          |                                 | 37527358 |      |
| Gropiusstraße 1 52° 10′ 24″ N, 9° 56′ 15″ O        | Unterkunftsgebäude  | Ehem. Fliegerhorst, Int. Nr. 19 | 37523954 |      |
| Gropiusstraße 3 52° 10′ 24″ N, 9° 56′ 19″ O        | Unterkunftsgebäude  | Ehem. Fliegerhorst, Int. Nr. 20 | 37523980 |      |
| Gropiusstraße 5 52° 10′ 24″ N, 9° 56′ 23″ O        | Unterkunftsgebäude  | Ehem. Fliegerhorst, Int. Nr. 21 | 37524006 |      |
| Gropiusstraße 7 52° 10′ 26″ N, 9° 56′ 23″ O        | Unterkunftsgebäude  | Ehem. Fliegerhorst, Int. Nr. 18 | 37523928 | BW   |
| Gropiusstraße 9 52° 10′ 26″ N, 9° 56′ 19″ O        | Unterkunftsgebäude  | Ehem. Fliegerhorst, Int. Nr. 17 | 37523902 |      |
| Gropiusstraße 11 52° 10′ 26″ N, 9° 56′ 15″ O       | Unterkunftsgebäude  | Ehem. Fliegerhorst, Int. Nr. 16 | 37523874 |      |
| Gropiusstraße 2 52° 10′ 22″ N, 9° 56′ 17″ O        | Turnhalle           | Ehem. Fliegerhorst, Int. Nr. 22 | 37524032 |      |
| Gropiusstraße 10 52° 10′ 28″ N, 9° 56′ 21″ O       | Nebengebäude        | Ehem. Fliegerhorst, Int. Nr. 13 |          |      |
| Gropiusstraße 12 52° 10′ 29″ N, 9° 56′ 18″ O       | Küche               | Ehem. Fliegerhorst, Int. Nr. 12 | 37523763 | BW   |
| Lavesstraße 52° 10′ 27″ N, 9° 56′ 10″ O            | Sportplatz          |                                 | 37524058 |      |
| Lavesstraße 2 52° 10′ 28″ N, 9° 56′ 15″ O          | Gedenkstein         | Ehem. Fliegerhorst, Int. Nr. 15 | 37523844 |      |
| Lavesstraße 4 52° 10′ 29″ N, 9° 56′ 15″ O          | Unterkunftsgebäude  | Ehem. Fliegerhorst, Int. Nr. 11 | 37523737 |      |
| Lavesstraße 5 52° 10′ 31″ N, 9° 56′ 7″ O           | Unterkunftsgebäude  | Ehem. Fliegerhorst, Int. Nr. 8  | 37523636 |      |
| Lavesstraße 7 52° 10′ 30″ N, 9° 56′ 4″ O           | Unterkunftsgebäude  | Ehem. Fliegerhorst, Int. Nr. 7  | 37523610 |      |
| Lavesstraße 8, 10, 12 52° 10′ 32″ N, 9° 56′ 11″ O  | Tower               | Ehem. Fliegerhorst, Int. Nr. 10 | 37523711 |      |
| Lavesstraße 14 52° 10′ 33″ N, 9° 56′ 6″ O          | Offiziersheim       | Ehem. Fliegerhorst, Int. Nr. 9  | 37523681 |      |
| Lavesstraße 14 52° 10′ 34″ N, 9° 56′ 6″ O          | Garten              | Ehem. Fliegerhorst, Int. Nr. 9  | 37528834 |      |
| Lilly-Reich-Straße 1 52° 10′ 22″ N, 9° 56′ 12″ O   | Verwaltungsgebäude  | Ehem. Fliegerhorst, Int. Nr. 26 | 37527333 |      |
| Lilly-Reich-Straße 3 52° 10′ 20″ N, 9° 56′ 12″ O   | Wache               | Ehem. Fliegerhorst, Int. Nr. 2  | 37523478 |      |
| Lilly-Reich-Straße 5 52° 10′ 20″ N, 9° 56′ 7″ O    | Verwaltungsgebäude  | Ehem. Fliegerhorst, Int. Nr. 1  | 37523452 |      |
| Lilly-Reich-Straße 7 52° 10′ 22″ N, 9° 56′ 9″ O    | Verwaltungsgebäude  | Ehem. Fliegerhorst, Int. Nr. 25 | 37527307 |      |
| Lilly-Reich-Straße 8-10 52° 10′ 28″ N, 9° 56′ 7″ O | Unterkunftsgebäude  | Ehem. Fliegerhorst, Int. Nr. 6  | 37523584 |      |
| Lilly-Reich-Straße 11 52° 10′ 27″ N, 9° 56′ 6″ O   | Unterkunftsgebäude  | Ehem. Fliegerhorst, Int. Nr. 4  | 37523532 |      |
| Lilly-Reich-Straße 12 52° 10′ 28″ N, 9° 56′ 4″ O   | Unterkunftsgebäude  | Ehem. Fliegerhorst, Int. Nr. 5  | 37523558 |      |
| Lilly-Reich-Straße 13 52° 10′ 24″ N, 9° 56′ 5″ O   | Wohnhaus            | Ehem. Fliegerhorst, Int. Nr. 3  | 37523504 |      |
| Schinkelstraße 9 52° 10′ 28″ N, 9° 56′ 24″ O       | Unteroffiziersmesse | Ehem. Fliegerhorst, Int. Nr. 14 | 37523816 |      |

### Wallanlagen
| Lage                                       | Bezeichnung | Beschreibung                                                               | ID | Bild |
| ------------------------------------------ | ----------- | -------------------------------------------------------------------------- | -- | ---- |
| Sedanallee 52° 8′ 49″ N, 9° 57′ 35″ O      | Wallanlagen |                                                                            |    |      |
| Kehrwiederwall 52° 8′ 45″ N, 9° 57′ 19″ O  | Wallanlagen |                                                                            |    | BW   |
| Neues Tor 52° 8′ 42″ N, 9° 57′ 5″ O        | Wallanlagen |                                                                            |    |      |
| Langelinienwall 52° 8′ 49″ N, 9° 56′ 43″ O | Wallanlagen |                                                                            |    |      |
| Hoher Wall 52° 9′ 9″ N, 9° 56′ 26″ O       | Wallanlagen |                                                                            |    |      |
| Hagentorwall 52° 9′ 14″ N, 9° 56′ 40″ O    | Wallanlagen | Reste der Wallanlage sind noch auf dem Grundstück Hagentorwall 9 zu sehen. |    | BW   |

### Gruppe: Goeben-, Goethe- und Orleanstraße
Die Gruppe „Goeben-, Goethe- und Orleanstraße“ hat die ID 37503392.

| Lage                                        | Bezeichnung | Beschreibung | ID       | Bild |
| ------------------------------------------- | ----------- | ------------ | -------- | ---- |
| Goebenstraße 1 52° 9′ 16″ N, 9° 57′ 58″ O   | Wohnhaus    |              | 37510676 |      |
| Goebenstraße 2 52° 9′ 16″ N, 9° 57′ 57″ O   | Wohnhaus    |              | 37510697 |      |
| Goebenstraße 3 52° 9′ 16″ N, 9° 57′ 56″ O   | Wohnhaus    |              | 37510718 |      |
| Goebenstraße 4 52° 9′ 16″ N, 9° 57′ 55″ O   | Wohnhaus    |              | 37510739 |      |
| Goethestraße 17 52° 9′ 14″ N, 9° 57′ 56″ O  | Wohnhaus    |              | 37510760 |      |
| Goethestraße 18 52° 9′ 14″ N, 9° 57′ 56″ O  | Wohnhaus    |              | 37510781 |      |
| Goethestraße 19 52° 9′ 14″ N, 9° 57′ 57″ O  | Wohnhaus    |              | 37510802 |      |
| Goethestraße 20 52° 9′ 14″ N, 9° 57′ 58″ O  | Wohnhaus    |              | 37510823 |      |
| Orleansstraße 14 52° 9′ 15″ N, 9° 57′ 58″ O | Wohnhaus    |              | 37514997 |      |
| Orleansstraße 15 52° 9′ 15″ N, 9° 57′ 58″ O | Wohnhaus    |              | 37515018 |      |
| Orleansstraße 16 52° 9′ 16″ N, 9° 57′ 58″ O | Wohnhaus    |              | 37515039 |      |
| Orleansstraße 17 52° 9′ 16″ N, 9° 57′ 58″ O | Wohnhaus    |              | 37515060 |      |

### Gruppe: Brehmestraße, Hachmeisterstraße, Matthiaswiese
Die Gruppe „Brehmestraße, Hachmeisterstraße, Matthiaswiese“ hat die ID 37503988.

| Lage                                           | Bezeichnung | Beschreibung | ID       | Bild |
| ---------------------------------------------- | ----------- | --- | -------- | ---- |
| Brehmestraße 2 52° 8′ 29″ N, 9° 56′ 20″ O      | Wohnhaus    | | 37521803 |      |
| Alfelder Straße 62 52° 8′ 29″ N, 9° 56′ 20″ O  | Wohnhaus    | Die Wohnhäuser Alfelder Straße 62 bis Alfelder Straße 72 wurden 1926 erbaut. Die Architekten waren Simon und Kerner, der Bauherr war der Beamtenwohnungsverein. Die Anlage hat eine U-Form, zur Alfelder Straße hin ist der Hof offen. Es handelt sich um dreigeschossige Häuser, das vierte Geschoss ist Teil eines Mansardendaches. Das Dachgeschoss ist ebenfalls ausgebaut. | 37527745 |      |
| Alfelder Straße 63 52° 8′ 30″ N, 9° 56′ 20″ O  | Wohnhaus    | | 37527766 | BW   |
| Alfelder Straße 64 52° 8′ 30″ N, 9° 56′ 19″ O  | Wohnhaus    | | 37527787 |      |
| Alfelder Straße 65 52° 8′ 30″ N, 9° 56′ 19″ O  | Wohnhaus    | | 37527808 | BW   |
| Alfelder Straße 66 52° 8′ 30″ N, 9° 56′ 18″ O  | Wohnhaus    | | 37527829 |      |
| Alfelder Straße 67 52° 8′ 31″ N, 9° 56′ 18″ O  | Wohnhaus    | | 37527850 |      |
| Alfelder Straße 68 52° 8′ 31″ N, 9° 56′ 18″ O  | Wohnhaus    | | 37527871 |      |
| Alfelder Straße 69 52° 8′ 32″ N, 9° 56′ 18″ O  | Wohnhaus    | | 37527892 | BW   |
| Alfelder Straße 70 52° 8′ 32″ N, 9° 56′ 19″ O  | Wohnhaus    | | 37527913 |      |
| Alfelder Straße 71 52° 8′ 32″ N, 9° 56′ 20″ O  | Wohnhaus    | | 37527934 |      |
| Alfelder Straße 72 52° 8′ 33″ N, 9° 56′ 19″ O  | Wohnhaus    | | 37527956 |      |
| Hachmeisterstraße 1 52° 8′ 33″ N, 9° 56′ 19″ O | Wohnhaus    | | 37528629 |      |
| Hachmeisterstraße 2 52° 8′ 34″ N, 9° 56′ 19″ O | Wohnhaus    | | 37523431 |      |
| Matthiaswiese 20 52° 8′ 35″ N, 9° 56′ 19″ O    | Wohnhaus    | | 37524149 |      |
| Matthiaswiese 22 52° 8′ 35″ N, 9° 56′ 19″ O    | Wohnhaus    | | 37524170 |      |

### Gruppe: Sülte
Die Gruppe „Sülte“ hat die ID 37503081.

| Lage                                        | Bezeichnung  | Beschreibung                                          | ID       | Bild           |
| ------------------------------------------- | ------------ | ----------------------------------------------------- | -------- | -------------- |
| Bahnhofsallee 38 52° 9′ 21″ N, 9° 57′ 28″ O | Krankenhaus  | Die Anlage wird heute von einer Hotelkette betrieben. | 37508329 | Weitere Bilder |
| Bahnhofsallee 38 52° 9′ 21″ N, 9° 57′ 24″ O | Torhäuschen  |                                                       | 37508547 | BW             |
| Bahnhofsallee 38 52° 9′ 19″ N, 9° 57′ 26″ O | Nebengebäude | Sülte-Quell-Häuschen                                  | 37508569 |                |

### Gruppe: Evangelisches Zwölf-Apostel-Gemeindezentrum
Die Gruppe „Evangelisches Zwölf-Apostel-Gemeindezentrum“ hat die ID 37504197.

| Lage                                           | Bezeichnung  | Beschreibung         | ID       | Bild |
| ---------------------------------------------- | ------------ | -------------------- | -------- | ---- |
| Zwölf-Apostel-Weg 5 52° 8′ 19″ N, 9° 55′ 22″ O | Kindergarten |                      | 37522111 | BW   |
| Zwölf-Apostel-Weg 6 52° 8′ 19″ N, 9° 55′ 22″ O | Pfarrhaus    |                      | 37522088 | BW   |
| Zwölf-Apostel-Weg 7 52° 8′ 19″ N, 9° 55′ 21″ O | Küsterhaus   |                      | 37528455 | BW   |
| Zwölf-Apostel-Weg 8 52° 8′ 19″ N, 9° 55′ 20″ O | Gemeindehaus |                      | 37524192 | BW   |
| Zwölf-Apostel-Weg 9 52° 8′ 20″ N, 9° 55′ 20″ O | Kirche       | Zwölf-Apostel-Kirche | 37524566 | BW   |

### Gruppe: Augustastraße 19–22
Die Gruppe „Augustastraße 19-22“ hat die ID 37503062. 

| Lage                                       | Bezeichnung         | Beschreibung | ID       | Bild |
| ------------------------------------------ | ------------------- | ------------ | -------- | ---- |
| Augustastraße 19 52° 9′ 4″ N, 9° 57′ 36″ O | Wohn-/Geschäftshaus |              | 37508436 |      |
| Augustastraße 20 52° 9′ 4″ N, 9° 57′ 35″ O | Wohn-/Geschäftshaus |              | 37508457 |      |
| Augustastraße 21 52° 9′ 4″ N, 9° 57′ 34″ O | Wohn-/Geschäftshaus |              | 37508478 |      |
| Augustastraße 22 52° 9′ 4″ N, 9° 57′ 33″ O | Wohn-/Geschäftshaus |              | 37508526 |      |
| Augustastraße 22 52° 9′ 4″ N, 9° 57′ 34″ O | Nebengebäude        |              | 37508504 |      |

### Gruppe: Stichkanal Hildesheim, Abschnitt Stadt Hildesheim
Die Gruppe „Stichkanal Hildesheim, Abschnitt Stadt Hildesheim“ hat die ID 37503972. 

| Lage                                   | Bezeichnung | Beschreibung | ID       | Bild |
| -------------------------------------- | ----------- | --- | -------- | ---- |
| 52° 10′ 56″ N, 9° 55′ 41″ O            | Kanal       | | 37521649 | BW   |
| Bauwerk 394 52° 11′ 29″ N, 9° 56′ 1″ O | Brücke      | Die Brücke von Hasede nach Asel wurde 1920 erbaut und ist original erhalten, sie führt über den Zweigkanal. Die Brücke ist das Bauwerk 394. | 37521624 | BW   |

### Gruppe: Wohnanlage Beyersche Burg 3, 5, 7, 9
Die Gruppe „Wohnanlage Beyersche Burg 3, 5, 7, 9“ hat die ID 37504123. 

| Lage                                       | Bezeichnung | Beschreibung | ID       | Bild |
| ------------------------------------------ | ----------- | ------------ | -------- | ---- |
| Bergsteinweg 54 52° 8′ 57″ N, 9° 56′ 0″ O  | Wohnhaus    |              | 37527139 |      |
| Bergsteinweg 54a 52° 8′ 57″ N, 9° 56′ 0″ O | Wohnhaus    |              | 37527160 |      |
| Bergsteinweg 55 52° 8′ 58″ N, 9° 56′ 0″ O  | Wohnhaus    |              | 3752718  |      |
| Bergsteinweg 55a 52° 8′ 58″ N, 9° 56′ 0″ O | Wohnhaus    |              | 37527202 |      |
| Bergsteinweg 56 52° 8′ 59″ N, 9° 56′ 3″ O  | Wohnhaus    |              | 37527223 |      |
| Bergsteinweg 56a 52° 8′ 58″ N, 9° 56′ 3″ O | Wohnhaus    |              | 37527244 |      |
| Bergsteinweg 57 52° 8′ 57″ N, 9° 56′ 2″ O  | Wohnhaus    |              | 37527265 |      |
| Bergsteinweg 57a 52° 8′ 57″ N, 9° 56′ 2″ O | Wohnhaus    |              | 37527286 |      |
| Beyersche Burg 3 52° 9′ 0″ N, 9° 56′ 2″ O  | Wohnhaus    |              | 37527055 |      |
| Beyersche Burg 5 52° 8′ 59″ N, 9° 56′ 2″ O | Wohnhaus    |              | 37527076 |      |
| Beyersche Burg 7 52° 8′ 59″ N, 9° 56′ 1″ O | Wohnhaus    |              | 37527097 |      |
| Beyersche Burg 9 52° 8′ 59″ N, 9° 56′ 0″ O | Wohnhaus    |              | 37527118 |      |

### Gruppe: Bergstraße 33, 34
Die Gruppe „Bergstraße 33, 34“ hat die ID 37503139.      

| Lage                                     | Bezeichnung | Beschreibung | ID       | Bild |
| ---------------------------------------- | ----------- | ------------ | -------- | ---- |
| Bergstraße 33 52° 8′ 54″ N, 9° 55′ 29″ O |             |              | 37508846 |      |
| Bergstraße 34 52° 8′ 54″ N, 9° 55′ 29″ O |             |              | 37508867 |      |

### Gruppe: Bergstraße  61–63
Die Gruppe „Bergstraße  61-63“ hat die ID 37503153.      

| Lage                                     | Bezeichnung   | Beschreibung | ID       | Bild |
| ---------------------------------------- | ------------- | ------------ | -------- | ---- |
| Bergstraße 61 52° 8′ 53″ N, 9° 55′ 38″ O | Wohnhaus      |              | 37508888 |      |
| Bergstraße 62 52° 8′ 53″ N, 9° 55′ 40″ O | Wohnhaus      |              | 37508909 |      |
| Bergstraße 63 52° 8′ 53″ N, 9° 55′ 40″ O | Mädchenschule |              | 37508930 |      |

### Gruppe: Bergstraße 72–80
Die Gruppe „Bergstraße 72–80“ hat die ID 37503167.      

| Lage                                     | Bezeichnung                    | Beschreibung | ID       | Bild |
| ---------------------------------------- | ------------------------------ | ------------ | -------- | ---- |
| Bergstraße 72 52° 8′ 55″ N, 9° 55′ 47″ O | Wohnhaus                       |              | 37508951 |      |
| Bergstraße 73 52° 8′ 55″ N, 9° 55′ 47″ O | Wohnhaus                       |              | 37508972 |      |
| Bergstraße 74 52° 8′ 55″ N, 9° 55′ 47″ O | Wohnhaus                       |              | 37508993 |      |
| Bergstraße 75 52° 8′ 55″ N, 9° 55′ 47″ O | Wohnhaus                       |              | 37509014 |      |
| Bergstraße 78 52° 8′ 55″ N, 9° 55′ 48″ O | Knabenschule und Lehrerseminar |              | 37509035 |      |
| Bergstraße 79 52° 8′ 55″ N, 9° 55′ 49″ O | Wohnhaus                       |              | 37509056 |      |
| Bergstraße 80 52° 8′ 55″ N, 9° 55′ 49″ O | Wohnhaus                       |              | 37509077 |      |

### Gruppe: Brühl 1, 1a, Kreuzstraße 5
Die Gruppe „Brühl 1, 1a, Kreuzstraße 5“ hat die ID 37503181.                 

| Lage                                    | Bezeichnung           | Beschreibung              | ID       | Bild |
| --------------------------------------- | --------------------- | ------------------------- | -------- | ---- |
| Brühl 52° 8′ 58″ N, 9° 57′ 2″ O         | Stiftsgebäude         |                           | 37509098 | BW   |
| Brühl 52° 8′ 59″ N, 9° 57′ 1″ O         | Bruchsteineinfriedung |                           | 37515564 | BW   |
| Brühl 1 52° 8′ 58″ N, 9° 57′ 3″ O       | Kreuzgang             | Rudimente des Kreuzganges | 37509125 |      |
| Brühl 1a 52° 8′ 57″ N, 9° 57′ 2″ O      | Stiftspropstei        |                           | 37509151 | BW   |
| Kreuzstraße 5 52° 8′ 59″ N, 9° 57′ 3″ O | Kirche                |                           | 37514131 |      |
| Kreuzstraße 4 52° 8′ 58″ N, 9° 57′ 4″ O | Pfarrhaus             |                           | 37530959 | BW   |

### Gruppe: Butterborn
Die Gruppe „Butterborn“ hat die ID 37503224.                 

| Lage                                  | Bezeichnung | Beschreibung   | ID       | Bild           |
| ------------------------------------- | ----------- | -------------- | -------- | -------------- |
| Butterborn 52° 9′ 34″ N, 9° 57′ 26″ O | Friedhof    | Marienfriedhof | 37509779 | Weitere Bilder |

### Gruppe: Einumer Straße 75, 76, 77, 78
Die Gruppe „Einumer Straße 75, 76, 77, 78“ hat die ID 37504002.                 

| Lage                                         | Bezeichnung | Beschreibung | ID       | Bild |
| -------------------------------------------- | ----------- | ------------ | -------- | ---- |
| Einumer Straße 75 52° 9′ 18″ N, 9° 57′ 50″ O | Wohnhaus    |              | 37522990 |      |
| Einumer Straße 76 52° 9′ 18″ N, 9° 57′ 49″ O | Wohnhaus    |              | 37523011 |      |
| Einumer Straße 77 52° 9′ 18″ N, 9° 57′ 48″ O | Wohnhaus    |              | 37523032 |      |
| Einumer Straße 78 52° 9′ 18″ N, 9° 57′ 48″ O | Wohnhaus    |              | 37523053 |      |

### Gruppe: Einumer Straße 89–92/Katharinenstraße
Die Gruppe „Einumer Straße 89-92/Katharinenstraße“ hat die ID 37503286.                 

| Lage                                          | Bezeichnung         | Beschreibung | ID       | Bild |
| --------------------------------------------- | ------------------- | ------------ | -------- | ---- |
| Katharinenstraße 9 52° 9′ 17″ N, 9° 57′ 39″ O | Wohn-/Geschäftshaus |              | 37512040 |      |
| Einumer Straße 89 52° 9′ 17″ N, 9° 57′ 39″ O  | Wohnhaus            |              | 37509823 |      |
| Einumer Straße 90 52° 9′ 17″ N, 9° 57′ 38″ O  | Wohnhaus            |              | 37509844 |      |
| Einumer Straße 91 52° 9′ 17″ N, 9° 57′ 37″ O  | Wohnhaus            |              | 37509865 |      |
| Einumer Straße 92 52° 9′ 17″ N, 9° 57′ 37″ O  | Wohnhaus            |              | 37509886 |      |

### Gruppe: Ehrenmal Feldstraße
Die Gruppe „Ehrenmal Feldstraße“ hat die ID 37503314.

| Lage                                  | Bezeichnung    | Beschreibung | ID       | Bild |
| ------------------------------------- | -------------- | --- | -------- | ---- |
| Feldstraße 52° 8′ 41″ N, 9° 58′ 12″ O | Ehrenmal       | | 37509907 |      |
| Feldstraße 52° 8′ 41″ N, 9° 58′ 11″ O | Park           | Teil der Baudenkmalgruppe Ehrenmal Feldstraße | 37509950 | BW   |
| Feldstraße 52° 8′ 39″ N, 9° 58′ 0″ O  | Straßenverlauf | geschützt ist der Straßenverlauf der Feldstraße zwischen der Saarstraße und der Richard-Wagner-Straße, Teil der Baudenkmalgruppe Ehrenmal Feldstraße | 37509928 |      |

### Gruppe: Feldstraße 27
Die Gruppe „Feldstraße 27“ hat die ID 37503300.

| Lage                                     | Bezeichnung | Beschreibung | ID       | Bild |
| ---------------------------------------- | ----------- | --- | -------- | ---- |
| Feldstraße 27 52° 8′ 39″ N, 9° 57′ 49″ O | Wohnhäuser  | Die sieben Häuer wurden im späten 19. Jahrhundert (um 1880) erbaut. Sie werden auch als „7 steinerne Brüder Schmitjahn“ genannt. Der Bauherr war die Stiftung von Ernestine Nagel, es sollte Wohnraum für sozial schwache Familien gebaut werden. Die Häuser sollten nach den Brüdern Florius, Clemens, Maximilian, Levin, Franz-Egon, Wilhelm und Paul von Ernestine Nagel benannt werden. Es sind Häuer aus Backstein mit zwei Geschossen und wurden U-förmig angelegt. Der Innenhof bildet eine Rasenfläche. Die Wohnungen haben eine Größe von 51 und 76 Quadratmeter. | 37509971 |      |

### Gruppe: Gartenstraße 8–12
Die Gruppe „Gartenstraße 8-12“ hat die ID 37503328.

| Lage                                      | Bezeichnung | Beschreibung | ID       | Bild |
| ----------------------------------------- | ----------- | ------------ | -------- | ---- |
| Gartenstraße 8 52° 9′ 3″ N, 9° 57′ 28″ O  | Wohnhaus    |              | 37509998 |      |
| Gartenstraße 9 52° 9′ 4″ N, 9° 57′ 28″ O  | Wohnhaus    |              | 37510019 |      |
| Gartenstraße 10 52° 9′ 4″ N, 9° 57′ 28″ O | Wohnhaus    |              | 37510040 |      |
| Gartenstraße 11 52° 9′ 4″ N, 9° 57′ 28″ O | Wohnhaus    |              | 37510062 |      |
| Gartenstraße 12 52° 9′ 4″ N, 9° 57′ 27″ O | Wohnhaus    |              | 37510083 |      |

### Gruppe: Goschentor
Die Gruppe „Goschentor“ hat die ID 37503406.

| Lage                                  | Bezeichnung | Beschreibung                        | ID       | Bild           |
| ------------------------------------- | ----------- | ----------------------------------- | -------- | -------------- |
| Goschentor 52° 8′ 32″ N, 9° 57′ 38″ O | Friedhof    | katholischer Friedhof St. Godehardi | 37510865 | Weitere Bilder |
| Goschentor 52° 8′ 35″ N, 9° 57′ 36″ O | Friedhof    | Lamberti-Friedhof                   | 37510887 | Weitere Bilder |

### Gruppe: Hochkamp 1, Leunisstraße 4–10
Die Gruppe „Hochkamp 1, Leunisstraße 4-10“ hat die ID 37503420.        

| Lage                                       | Bezeichnung         | Beschreibung | ID       | Bild |
| ------------------------------------------ | ------------------- | ------------ | -------- | ---- |
| Hochkamp 1 52° 9′ 41″ N, 9° 56′ 58″ O      | Wohn-/Geschäftshaus |              | 37511280 |      |
| Leunisstraße 4 52° 9′ 40″ N, 9° 56′ 55″ O  | Wohnhaus            |              | 37514745 |      |
| Leunisstraße 5 52° 9′ 41″ N, 9° 56′ 55″ O  | Wohnhaus            |              | 37514766 |      |
| Leunisstraße 6 52° 9′ 41″ N, 9° 56′ 56″ O  | Wohnhaus            |              | 37514787 |      |
| Leunisstraße 7 52° 9′ 41″ N, 9° 56′ 56″ O  | Wohnhaus            |              | 37514808 |      |
| Leunisstraße 8 52° 9′ 41″ N, 9° 56′ 57″ O  | Wohnhaus            |              | 7514829  |      |
| Leunisstraße 9 52° 9′ 41″ N, 9° 56′ 57″ O  | Wohnhaus            |              | 37514850 |      |
| Leunisstraße 10 52° 9′ 41″ N, 9° 56′ 58″ O | Wohnhaus            |              | 37514871 |      |

### Gruppe: Schulbauten Hohnsen
Die Gruppe „Schulbauten Hohnsen“ hat die ID 43614188.        

| Lage                                 | Bezeichnung      | Beschreibung                         | ID       | Bild |
| ------------------------------------ | ---------------- | ------------------------------------ | -------- | ---- |
| Hohnsen 1 52° 8′ 37″ N, 9° 57′ 32″ O | Schule           | ehemalige evangelische Bürgerschule  | 37531995 |      |
| Hohnsen 2 52° 8′ 34″ N, 9° 57′ 30″ O | Hochschulgebäude | ehemalige Königliche Baugewerkschule | 37532016 |      |

### Gruppe: Humboldtstraße/Kalenberger Graben
Die Gruppe „Humboldtstraße/Kalenberger Graben“ hat die ID 37503434.

| Lage                                            | Bezeichnung | Beschreibung | ID       | Bild |
| ----------------------------------------------- | ----------- | ------------ | -------- | ---- |
| Humboldtstraße 2 52° 8′ 42″ N, 9° 56′ 47″ O     | Wohnhaus    |              | 37511301 |      |
| Humboldtstraße 3 52° 8′ 41″ N, 9° 56′ 46″ O     | Wohnhaus    |              | 37511322 |      |
| Humboldtstraße 4 52° 8′ 41″ N, 9° 56′ 45″ O     | Wohnhaus    |              | 37511343 |      |
| Humboldtstraße 5 52° 8′ 41″ N, 9° 56′ 45″ O     | Wohnhaus    |              | 37511364 |      |
| Humboldtstraße 6 52° 8′ 40″ N, 9° 56′ 44″ O     | Wohnhaus    |              | 37511385 |      |
| Humboldtstraße 13 52° 8′ 41″ N, 9° 56′ 43″ O    | Wohnhaus    |              | 37511406 |      |
| Humboldtstraße 14 52° 8′ 42″ N, 9° 56′ 44″ O    | Wohnhaus    |              | 37511427 |      |
| Humboldtstraße 15 52° 8′ 42″ N, 9° 56′ 44″ O    | Wohnhaus    |              | 37511448 |      |
| Humboldtstraße 16 52° 8′ 42″ N, 9° 56′ 45″ O    | Wohnhaus    |              | 37511469 |      |
| Humboldtstraße 17 52° 8′ 43″ N, 9° 56′ 46″ O    | Wohnhaus    |              | 37511490 |      |
| Kalenberger Graben 6 52° 8′ 41″ N, 9° 56′ 48″ O | Wohnhaus    |              | 37511957 |      |
| Kalenberger Graben 7 52° 8′ 42″ N, 9° 56′ 48″ O | Wohnhaus    |              | 37511978 |      |
| Kalenberger Graben 8 52° 8′ 42″ N, 9° 56′ 48″ O | Wohnhaus    |              | 37511999 |      |
| Kalenberger Graben 9 52° 8′ 43″ N, 9° 56′ 47″ O | Wohnhaus    |              | 37512020 |      |

### Gruppe: Immengarten 32, 33, 33A
Die Gruppe „Immengarten 32, 33, 33A“ hat die ID 37503448.

| Lage                                       | Bezeichnung | Beschreibung                   | ID       | Bild |
| ------------------------------------------ | ----------- | ------------------------------ | -------- | ---- |
| Immengarten 32 52° 8′ 40″ N, 9° 57′ 39″ O  | Wohnhaus    | Wohnhaus, ehemalige Malzfabrik | 37511511 |      |
| Immengarten 33 52° 8′ 39″ N, 9° 57′ 39″ O  | Wohnhaus    | Wohnhaus, ehemalige Malzfabrik | 37511533 |      |
| Immengarten 33a 52° 8′ 37″ N, 9° 57′ 39″ O | Wohnhaus    | Wohnhaus, ehemalige Malzfabrik | 37511555 |      |

### Gruppe: Kaiser-Friedrich-Straße 5, 6, 8, 10/12
Die Gruppe „Kaiser-Friedrich-Straße 5, 6, 8, 10/12“ hat die ID 39696605.

| Lage                                                     | Bezeichnung    | Beschreibung | ID       | Bild |
| -------------------------------------------------------- | -------------- | --- | -------- | ---- |
| Kaiser-Friedrich-Straße 5 52° 8′ 33″ N, 9° 57′ 23″ O     | Wohnhaus       | Die sog. „Schwarze Villa“ in der Kaiser-Friedrich-Straße 5 wurde im Jahr 1923 nach Plänen des Hildesheimer Architekten Stephan Sommer erbaut. Mit einem schwarz eingefärbten Putz versehenen Fassaden sind durch Fensterachsen Erdgeschosslisenen und ein geometrisches Gurtgesims gegliedert. | 37532284 |      |
| Kaiser-Friedrich-Straße 5 52° 8′ 32″ N, 9° 57′ 23″ O     | Garten         | | 39696776 |      |
| Kaiser-Friedrich-Straße 5 52° 8′ 33″ N, 9° 57′ 23″ O     | Einfriedung    | | 39696713 |      |
| Kaiser-Friedrich-Straße 5 52° 8′ 32″ N, 9° 57′ 22″ O     | Garage         | | 39696831 |      |
| Kaiser-Friedrich-Straße 6 52° 8′ 34″ N, 9° 57′ 24″ O     | Villa          | | 41424172 |      |
| Kaiser-Friedrich-Straße 8 52° 8′ 34″ N, 9° 57′ 23″ O     | Wohnhaus       | | 37532304 |      |
| Kaiser-Friedrich-Straße 10/12 52° 8′ 34″ N, 9° 57′ 21″ O | Doppelwohnhaus | | 37177440 | BW   |

### Gruppe: Kalenberger Graben/Lucienvörderstraße
Die Gruppe „Kalenberger Graben/Lucienvörderstraße“ hat die ID 37503476.

| Lage                                              | Bezeichnung | Beschreibung | ID       | Bild |
| ------------------------------------------------- | ----------- | --- | -------- | ---- |
| Kalenberger Graben 1 52° 8′ 39″ N, 9° 56′ 50″ O   | Wohnhaus    | Das Wohnhaus wurde 1897 für den Zahnarzt A. Schreiber von dem Architekten E. Kaufmann erbaut. Das Wohnhaus wurde im Stil des Eklektizismus erbaut. An der Ecke zur Lucienvörder Straße befindet sich ein turmähnlicher, zweigeschossiger Erker mit einem geschweiften Dach. An den Fassaden befinden sich Zwerchhäuser mit darunter liegenden Erkner. Die Fenster sind mit Stuckornamenten verziert. | 37511915 |      |
| Kalenberger Graben 3 52° 8′ 39″ N, 9° 56′ 49″ O   | Wohnhaus    | | 37511936 | BW   |
| Kalenberger Graben 28 52° 8′ 50″ N, 9° 56′ 35″ O  | Wohnhaus    | | 37515772 |      |
| Kalenberger Graben 29 52° 8′ 50″ N, 9° 56′ 35″ O  | Wohnhaus    | | 37515793 |      |
| Kalenberger Graben 30 52° 8′ 50″ N, 9° 56′ 34″ O  | Wohnhaus    | | 37515814 |      |
| Lucienvörder Straße 18 52° 8′ 38″ N, 9° 56′ 47″ O | Wohnhaus    | | 37514892 |      |
| Lucienvörder Straße 19 52° 8′ 38″ N, 9° 56′ 48″ O | Wohnhaus    | | 37514913 |      |
| Lucienvörder Straße 20 52° 8′ 38″ N, 9° 56′ 48″ O | Wohnhaus    | | 37514934 |      |
| Lucienvörder Straße 21 52° 8′ 38″ N, 9° 56′ 49″ O | Wohnhaus    | | 37514955 |      |
| Lucienvörder Straße 22 52° 8′ 38″ N, 9° 56′ 50″ O | Wohnhaus    | | 37514976 |      |

### Gruppe: Lucienvörder Straße 2, 3
Die Gruppe „Lucienvörder Straße 2, 3“ hat die ID 37504031.

| Lage                                             | Bezeichnung | Beschreibung | ID       | Bild |
| ------------------------------------------------ | ----------- | ------------ | -------- | ---- |
| Lucienvörder Straße 2 52° 8′ 38″ N, 9° 56′ 51″ O | Wohnhaus    |              | 37524081 |      |
| Lucienvörder Straße 3 52° 8′ 37″ N, 9° 56′ 50″ O | Wohnhaus    |              | 37524102 |      |

### Gruppe: Martin-Luther-Kirche mit Vorplatz
Die Gruppe „Martin-Luther-Kirche mit Vorplatz“ hat die ID 41611679.      

| Lage                                              | Bezeichnung | Beschreibung         | ID       | Bild |
| ------------------------------------------------- | ----------- | -------------------- | -------- | ---- |
| Martin-Luther-Straße 28 52° 9′ 49″ N, 9° 57′ 8″ O | Kirche      | Martin-Luther-Kirche | 37533010 |      |
| Martin-Luther-Straße 28 52° 9′ 48″ N, 9° 57′ 8″ O | Wandelhalle |                      | 41611708 |      |
| Martin-Luther-Straße 28 52° 9′ 48″ N, 9° 57′ 9″ O | Vorplatz    |                      | 41611743 | BW   |
| Justus-Jonas-Straße 2 52° 9′ 49″ N, 9° 57′ 6″ O   | Einfriedung |                      | 41611724 | BW   |

### Gruppe: Ehemaliger Zentralfriedhof Hildesheim
Die Gruppe „Ehemaliger Zentralfriedhof Hildesheim“ hat die ID 37503627.
Der Nordfriedhof war früher der Zentralfriedhof. Im Jahre 1887 genehmigt der Regierungspräsident die Errichtung eines Friedhofes. Die Größe des Friedhofes war etwa 40 Morgen, wobei erst 15 Morgen eingefriedet und genutzt wurden. Die Gartenplanungen stammten von W.Benque.
| Lage                                        | Bezeichnung                | Beschreibung                              | ID       | Bild |
| ------------------------------------------- | -------------------------- | ----------------------------------------- | -------- | ---- |
| Peiner Straße 79 52° 9′ 55″ N, 9° 57′ 18″ O | Friedhofsgebäude           | ehemaliges Totengräberwohnhaus            | 43616878 |      |
| Peiner Straße 81 52° 9′ 56″ N, 9° 57′ 19″ O | Pförtnerhaus               |                                           | 43617058 |      |
| Peiner Straße 81 52° 9′ 58″ N, 9° 57′ 18″ O | Friedhofskapelle           |                                           | 43618934 |      |
| Peiner Straße 81 52° 9′ 55″ N, 9° 57′ 18″ O | Haupteingang des Friedhofs |                                           | 43619064 |      |
| Peiner Straße 81 52° 10′ 7″ N, 9° 57′ 3″ O  | Grabmal                    | Hartjenstein, Abt. VII.C (346), Nr. 16/17 | 44856712 | BW   |
| Peiner Straße 52° 9′ 53″ N, 9° 57′ 14″ O    | Grabmal                    | Hampe-Lohmann, Abt. I 49-51               | 37521136 |      |
| Peiner Straße 52° 9′ 54″ N, 9° 57′ 14″ O    | Grabmal                    | Wille, Abt. III 12 (24/25)                | 37517537 |      |
| Peiner Straße 52° 9′ 54″ N, 9° 57′ 15″ O    | Grabmal                    | Blume, Abt. III 34 (41/42)                | 37517481 |      |
| Peiner Straße 52° 9′ 54″ N, 9° 57′ 15″ O    | Grabmal                    | Brehme Abt. III 37/38 (78/79)             | 37517453 |      |
| Peiner Straße 52° 9′ 54″ N, 9° 57′ 15″ O    | Grabmal                    | Reiß, Abt. III 33 (75/76)                 | 37517509 | BW   |
| Peiner Straße 52° 9′ 54″ N, 9° 57′ 16″ O    | Grabmal                    | Otte, Ab. II 45 (85/86)                   | 37517397 |      |
| Peiner Straße 52° 9′ 54″ N, 9° 57′ 16″ O    | Grabmal                    | Leverkühn, Abt. III 42 (47/48)            | 37517425 | BW   |
| Peiner Straße 52° 9′ 55″ N, 9° 57′ 16″ O    | Grabmal                    | Schrader, Abt. III 52                     | 37517565 |      |
| Peiner Straße 52° 9′ 55″ N, 9° 57′ 16″ O    | Grabmal                    | Bornemann, Abt. III 56/57                 | 37517593 |      |
| Peiner Straße 52° 9′ 55″ N, 9° 57′ 16″ O    | Grabmal                    | Koch, Abt. III 61 (59)                    | 37517621 | BW   |
| Peiner Straße 52° 9′ 56″ N, 9° 57′ 16″ O    | Grabmal                    | Herbst, Abt. III 62                       | 37517649 |      |
| Peiner Straße 52° 9′ 56″ N, 9° 57′ 16″ O    | Grabmal                    | Döring, Abt. III (64) 65                  | 37517677 | BW   |
| Peiner Straße 52° 9′ 57″ N, 9° 57′ 16″ O    | Grabmal                    | Schwemann, Abt. V 1                       | 37517705 |      |
| Peiner Straße 52° 9′ 57″ N, 9° 57′ 16″ O    | Grabmal                    | Braun, Abt. V 2                           | 37517733 | BW   |
| Peiner Straße 52° 9′ 57″ N, 9° 57′ 16″ O    | Grabmal                    | Röber-Gude, Abt. V 3                      | 37517761 | BW   |
| Peiner Straße 52° 9′ 57″ N, 9° 57′ 15″ O    | Grabmal                    | Böttcher, Abt. V 4                        | 37517789 | BW   |
| Peiner Straße 52° 9′ 57″ N, 9° 57′ 15″ O    | Grabmal                    | Propfe-Wagner, Abt. V 5                   | 37517817 |      |
| Peiner Straße 52° 9′ 58″ N, 9° 57′ 15″ O    | Grabmal                    | Höltje, Abt. V 6                          | 37517845 |      |
| Peiner Straße 52° 9′ 58″ N, 9° 57′ 15″ O    | Grabmal                    | Ahlborn, Abt. V 7                         | 37517873 |      |
| Peiner Straße 52° 9′ 58″ N, 9° 57′ 15″ O    | Grabmal                    | Biermann, Abt. V 9                        | 37517901 |      |
| Peiner Straße 52° 9′ 58″ N, 9° 57′ 15″ O    | Grabmal                    | Schäfer, Abt. V 10                        | 37517929 |      |
| Peiner Straße 52° 9′ 58″ N, 9° 57′ 15″ O    | Grabmal                    | Bettels, Abt. V 11                        | 37517957 | BW   |
| Peiner Straße 52° 9′ 59″ N, 9° 57′ 15″ O    | Grabmal                    | Klockmeyer, Abt. V 12                     | 37517985 | BW   |
| Peiner Straße 52° 9′ 59″ N, 9° 57′ 14″ O    | Grabmal                    | Mundt, Abt. V 15                          | 37518011 |      |
| Peiner Straße 52° 9′ 59″ N, 9° 57′ 14″ O    | Grabmal                    | Pasquay, Abt. V 16                        | 37518039 |      |

### Gruppe: Jüdischer Friedhof Peiner Straße
Die Gruppe „Jüdischer Friedhof Peiner Straße“ hat die ID 37503641.

| Lage                                        | Bezeichnung | Beschreibung | ID       | Bild |
| ------------------------------------------- | ----------- | --- | -------- | ---- |
| Peiner Straße 89 52° 10′ 0″ N, 9° 57′ 23″ O | Friedhof    | Der Jüdische Friedhof wurde kurz nach Anlage des Zentralfriedhofes im Jahre 1891 eingeweiht. Er liegt im Osten des Zentralfriedhofes und ist extra eingefriedet. Auf dem Friedhof konnten 350 Grabstellen angelegt werden. Belegt wurde der Friedhjof von Norden nach Süden. Im Zweiten Weltkrieg kam es auch zu Zerstörungen auf dem Friedhof, so sind nicht mehr alle Grabstellen identifizierbar. Weiter befinden sich neun anonyme Grabstellen auf dem Friedhof, diese erinnern in Hildesheim gestorbene jüdische Zwangsarbeiter. Ein Mahnmal von 1946 erinnert an die „Opfer des Rassenhasses“. | 37516511 |      |
| Peiner Straße 89 52° 9′ 59″ N, 9° 57′ 23″ O | Kapelle     | | 37521512 |      |

### Gruppe: Sprenger-, Struckmann- und Wiesenstraße
Die Gruppe „Sprenger-, Struckmann- und Wiesenstraße“ hat die ID 37503684.

| Lage                                           | Bezeichnung | Beschreibung | ID       | Bild |
| ---------------------------------------------- | ----------- | ------------ | -------- | ---- |
| Sprengerstraße 46 52° 8′ 29″ N, 9° 57′ 38″ O   | Wohnhaus    |              | 37516774 |      |
| Struckmannstraße 5 52° 8′ 29″ N, 9° 57′ 37″ O  | Wohnhaus    |              | 37517050 |      |
| Struckmannstraße 7 52° 8′ 29″ N, 9° 57′ 36″ O  | Wohnhaus    |              | 37517071 |      |
| Struckmannstraße 9 52° 8′ 29″ N, 9° 57′ 36″ O  | Wohnhaus    |              | 37517092 |      |
| Struckmannstraße 11 52° 8′ 29″ N, 9° 57′ 35″ O | Wohnhaus    |              | 37517113 |      |
| Wiesenstraße 1 52° 8′ 29″ N, 9° 57′ 34″ O      | Wohnhaus    |              | 37515654 |      |

### Gruppe: Struckmannstraße 13, 15, 17/Wiesenstraße 49
Die Gruppe „Struckmannstraße 13, 15, 17/Wiesenstraße 49“ hat die ID 37503731.

| Lage                                           | Bezeichnung | Beschreibung | ID       | Bild |
| ---------------------------------------------- | ----------- | ------------ | -------- | ---- |
| Struckmannstraße 13 52° 8′ 29″ N, 9° 57′ 33″ O | Wohnhaus    |              | 37517134 |      |
| Struckmannstraße 15 52° 8′ 29″ N, 9° 57′ 32″ O | Wohnhaus    |              | 37517155 |      |
| Struckmannstraße 17 52° 8′ 29″ N, 9° 57′ 31″ O | Wohnhaus    |              | 37517176 |      |
| Wiesenstraße 49 52° 8′ 29″ N, 9° 57′ 33″ O     | Wohnhaus    |              | 37515675 |      |

### Gruppe: Struckmannstraße 47 / Weinberg  12, 13
Die Gruppe „Struckmannstraße 47 / Weinberg  12, 13“ hat die ID 37503745.

| Lage                                           | Bezeichnung | Beschreibung | ID       | Bild |
| ---------------------------------------------- | ----------- | ------------ | -------- | ---- |
| Struckmannstraße 47 52° 8′ 30″ N, 9° 57′ 12″ O | Wohnhaus    |              | 37517197 |      |
| Weinberg 12 52° 8′ 29″ N, 9° 57′ 11″ O         | Wohnhaus    |              | 37515612 |      |
| Weinberg 13 52° 8′ 29″ N, 9° 57′ 12″ O         | Wohnhaus    |              | 37515633 |      |

### Gruppe: Judenfriedhof Teichstraße
Die Gruppe „Judenfriedhof Teichstraße“ hat die ID 37503759.

| Lage                                  | Bezeichnung | Beschreibung | ID       | Bild |
| ------------------------------------- | ----------- | ------------ | -------- | ---- |
| Teichstraße 52° 9′ 5″ N, 9° 57′ 34″ O | Friedhof    |              | 37517218 |      |

### Gruppe: Friedhof Vogelerstraße
Die Gruppe „Friedhof Vogelerstraße“ hat die ID 37503787.

| Lage                                    | Bezeichnung | Beschreibung | ID       | Bild |
| --------------------------------------- | ----------- | ------------ | -------- | ---- |
| Vogelerstraße 52° 8′ 54″ N, 9° 55′ 8″ O | Friedhof    |              | 37525099 |      |
| Vogelerstraße 52° 8′ 55″ N, 9° 55′ 9″ O | Kapelle     |              | 37525120 |      |

### Gruppe: Weinberg 57
Die Gruppe „Weinberg 57“ hat die ID 37504230.

| Lage                                   | Bezeichnung | Beschreibung | ID       | Bild |
| -------------------------------------- | ----------- | ------------ | -------- | ---- |
| Weinberg 57 52° 8′ 28″ N, 9° 57′ 10″ O | Wohnhaus    |              | 37521847 |      |
| Weinberg 57 52° 8′ 28″ N, 9° 57′ 8″ O  | Pavillon    |              | 37528650 | BW   |
| Weinberg 57 52° 8′ 28″ N, 9° 57′ 9″ O  | Garten      |              | 37528673 | BW   |
| Weinberg 57 52° 8′ 28″ N, 9° 57′ 8″ O  | Stützmauer  |              | 38800825 | BW   |

### Gruppe: Magdalenen-Friedhof Schützenallee
Die Gruppe „Magdalenen-Friedhof Schützenallee“ hat die ID 37503655.

| Lage                                        | Bezeichnung        | Beschreibung | ID       | Bild |
| ------------------------------------------- | ------------------ | ------------ | -------- | ---- |
| Schützenallee 21 52° 9′ 18″ N, 9° 56′ 21″ O | Magdalenenfriedhof |              | 37516584 | BW   |

### Einzeldenkmale
| Lage                                               | Bezeichnung                           | Beschreibung | ID       | Bild           |
| -------------------------------------------------- | ------------------------------------- | --- | -------- | -------------- |
| Alfelder Straße 52° 8′ 15″ N, 9° 56′ 32″ O         | Wegekreuz                             | | 37529271 |                |
| Alfelder Straße 52° 8′ 15″ N, 9° 56′ 32″ O         | Kreuzstein                            | | 37535027 |                |
| Am Berghölzchen 52° 8′ 36″ N, 9° 55′ 42″ O         | Mahnmal                               | Mahnmal der Vertriebenen | 37530721 |                |
| Steinberg 6 52° 7′ 32″ N, 9° 56′ 11″ O             | Wohnhaus                              | Gaststätte | 37533960 |                |
| Steinberg 7 52° 7′ 9″ N, 9° 56′ 7″ O               | Forstgebäude                          | | 37535199 | BW             |
| Angoulêmeplatz 1 52° 9′ 25″ N, 9° 57′ 10″ O        | Bank                                  | | 37535321 |                |
| Bahnhofsallee 40 52° 9′ 18″ N, 9° 57′ 26″ O        | Lindemannsche Villa                   | Das Haus im klassizistischen Stil wurde 1855 bis 1856 erbaut. Der Bauherr war der Versicherungsagent C. Lindemann. Es ist ein zweigeschossiges Haus mit einem Mezzaningeschoss. Heute befindet sich hier eine Musikschule. | 37529714 |                |
| Bergstraße 22 52° 8′ 52″ N, 9° 55′ 36″ O           | Villa Windhorst                       | Die Villa wurde von 1882 bis 1886 erbaut. | 37529850 | Weitere Bilder |
| Bergstraße 22 52° 8′ 52″ N, 9° 55′ 38″ O           | Garten der Villa Windthorst           | Villa Windthorst | 37536583 | BW             |
| Bergstraße 22 52° 8′ 53″ N, 9° 55′ 38″ O           | Umfassungsmauern der Villa Windthorst | | 37536326 | Weitere Bilder |
| Bergstraße 26 52° 8′ 51″ N, 9° 55′ 31″ O           | Schäferei                             | Stiftsschäferei | 37529871 |                |
| Bergstraße 57 52° 8′ 54″ N, 9° 55′ 35″ O           | Pfarrhaus                             | katholisch | 37529891 |                |
| Bergstraße 65 52° 8′ 54″ N, 9° 55′ 42″ O           | Kuriengebäude, Brenkenscher Hof       | | 37529911 |                |
| Bergstraße 69 52° 8′ 54″ N, 9° 55′ 45″ O           | Wohnhaus                              | | 37529930 |                |
| Boysenstraße 9 52° 8′ 45″ N, 9° 57′ 37″ O          | Wohnhaus                              | | 37529949 |                |
| Butterborn 30 52° 9′ 39″ N, 9° 57′ 30″ O           | Wohnhaus                              | Das Wohnhaus wurde von dem Hildesheimer Architekten Stephan Sommer im Jahre 1903 erbaut. Es ist ein dreigeschossiger Bau mit einem Drempelgeschoss. Das Drempelgeschoss ist mit Fachwerk markiert. An der Nordfassade befindet sich ein Eckerker. In den Brüstungen befinden sich Schmuckelemente. | 37531227 |                |
| Elzer Straße 13 52° 9′ 6″ N, 9° 55′ 37″ O          | Wohnhaus                              | | 37531326 |                |
| Galgenberg 52° 8′ 38″ N, 9° 58′ 22″ O              | Turm                                  | Bismarck-Turm | 37529397 | BW             |
| Galgenberg 1 52° 8′ 45″ N, 9° 58′ 13″ O            | Wasserbehälter                        | Die beiden Wasserbehälter wurden von 1894 bis 1895 erbaut. Auffällig ist der Zinnenkranz. | 37529417 |                |
| Galgenberg 2 52° 8′ 30″ N, 9° 58′ 35″ O            | Gaststätte                            | Die Gaststätte entstand aus einem Forsthaus in den Jahren 1864 bis 1865. 1885 wurde das Forsthaus, welches auch schon als Gaststätte genutzt wurde, geschlossen. Die Gaststätte blieb und wurde im Laufe der Zeit ausgebaut. | 7531344  | BW             |
| Galgenbergstraße 2 52° 9′ 1″ N, 9° 57′ 53″ O       | Gartenhaus                            | | 40227178 |                |
| Galgenbergstraße 15 52° 9′ 5″ N, 9° 57′ 52″ O      | Wohnhaus                              | | 37531363 |                |
| Galgenbergstraße 16 52° 9′ 4″ N, 9° 57′ 52″ O      | Wohnhaus                              | | 37531382 |                |
| Gallbergstieg 52° 9′ 6″ N, 9° 54′ 47″ O            | Wegekreuz                             | | 37531401 |                |
| Goethestraße 2 52° 9′ 15″ N, 9° 57′ 39″ O          | Wohnhaus                              | | 37531553 |                |
| Goethestraße 6 52° 9′ 15″ N, 9° 57′ 43″ O          | Wohnhaus                              | | 38358264 |                |
| Goethestraße 7 52° 9′ 15″ N, 9° 57′ 43″ O          | Wohnhaus                              | | 38358285 |                |
| Goethestraße 9 52° 9′ 15″ N, 9° 57′ 45″ O          | Wohnhaus                              | | 37531572 |                |
| Goethestraße 9 52° 9′ 14″ N, 9° 57′ 44″ O          | Einfriedung                           | | 37536644 |                |
| Goethestraße 75 52° 9′ 14″ N, 9° 57′ 38″ O         | Wohnhaus                              | | 37531592 |                |
| Goslarsche Straße 37 52° 8′ 59″ N, 9° 57′ 51″ O    | Wohnhaus                              | Das Haus wurde Ende des 19. Jahrhunderts erbaut. es ist ein zweigeschossiges Haus aus Ziegelmit einem flachen Dach. Die Fassade ist durch unterschiedliche Ziegel gegliedert. | 37531632 |                |
| Groß Venedig 7 52° 8′ 45″ N, 9° 56′ 31″ O          | Wohnhaus                              | | 37531691 |                |
| Groß Venedig 16a 52° 8′ 41″ N, 9° 56′ 36″ O        | Wohnhaus                              | | 37175249 |                |
| Große Venedig 17a 52° 8′ 40″ N, 9° 56′ 37″ O       | Wohn-/Wirtschaftsgebäude              | ehem. Kutscherhaus der Villa Venedig | 37531710 |                |
| Händelstraße 23 52° 8′ 33″ N, 9° 57′ 55″ O         | Kirche                                | Die Paul-Gerhardt-Kirche wurde 1963 nach Plänen der Hildesheimer Architekten W. und R. Blaich in der Händelstraße 23 erbaut. Die Kirche hat einen quadratischen Grundriss und ein zeltartiges Dach. Der Glockenturm an der nordöstlichen Ecke verjüngt sich nach oben und trägt ein goldenes Kreuz. Die Wände besehen aus Beton, Glasbausteine bringen Licht in das Innere. Das Dach ist mit Kupferblech gedeckt.                                                             | 37535344 | Weitere Bilder |
| Hammersteinstraße 7 52° 8′ 57″ N, 9° 55′ 2″ O      | Skulptur                              | Zwei Frauen | 37530764 | BW             |
| Heinrichstraße 25 52° 9′ 46″ N, 9° 57′ 29″ O       | Wohnhaus                              | | 37531792 |                |
| Hohnsen 8 52° 8′ 31″ N, 9° 57′ 28″ O               | Wohnhaus                              | Wohngebäude der 1900er Jahre, Bauwerk der Aktiengesellschaft „Villenkolonie Hildesheim“ mit Naturdenkmal „Schwarznuss“ im Vorgarten | 37532036 | Weitere Bilder |
| Hohnsen 32 52° 8′ 25″ N, 9° 57′ 22″ O              | Wohnhaus                              | | 37532055 |                |
| Hohnsen 36 52° 8′ 28″ N, 9° 57′ 23″ O              | Villa                                 | Villa Dr. Becker | 37532074 | Weitere Bilder |
| Hohnsen 54 52° 8′ 37″ N, 9° 57′ 26″ O              | Gartenhäuschen                        | | 37532094 |                |
| Humboldtstraße 8 52° 8′ 39″ N, 9° 56′ 40″ O        | Wohnhaus                              | | 37532117 |                |
| Humboldtstraße 9 52° 8′ 38″ N, 9° 56′ 39″ O        | Wohnhaus                              | | 37532136 |                |
| Humboldtstraße 10 52° 8′ 39″ N, 9° 56′ 38″ O       | Villa                                 | Villa Commerzienrat Pistorius | 37532156 |                |
| Humboldtstraße 11 52° 8′ 40″ N, 9° 56′ 39″ O       | Wohnhaus                              | Pension | 37532176 |                |
| Immengarten 3 52° 8′ 57″ N, 9° 57′ 44″ O           | Wohnhaus                              | | 37532216 |                |
| Joseph-Müller-Straße 52° 8′ 46″ N, 9° 55′ 27″ O    | Wegekreuz                             | | 37532260 |                |
| Kaiserstraße 38 52° 9′ 22″ N, 9° 57′ 10″ O         | Wohn-/Geschäftshaus                   | | 37535099 |                |
| Kaiserstraße 43/45 52° 9′ 27″ N, 9° 57′ 21″ O      | Schule                                | | 37532325 |                |
| Kalenberger Graben 12 52° 8′ 45″ N, 9° 56′ 45″ O   | Wohnhaus                              | | 37532344 |                |
| Kalenberger Graben 13 52° 8′ 45″ N, 9° 56′ 43″ O   | Wohnhaus                              | | 37532363 |                |
| Kalenberger Graben 14 52° 8′ 46″ N, 9° 56′ 43″ O   | Wohnhaus                              | | 37532382 |                |
| Kalenberger Graben 16 52° 8′ 46″ N, 9° 56′ 41″ O   | Wohnhaus                              | | 37532401 | BW             |
| Katharinenstraße 15 52° 9′ 21″ N, 9° 57′ 39″ O     | Wohnhaus                              | | 37532460 |                |
| Krähenberg 11 52° 9′ 22″ N, 9° 57′ 43″ O           | Wohnhaus                              | | 37532662 |                |
| Krähenberg 11 52° 9′ 22″ N, 9° 57′ 43″ O           | Einfriedung                           | | 37536466 |                |
| Krähenberg 35 52° 9′ 21″ N, 9° 57′ 43″ O           | Wohnhaus                              | | 37532682 |                |
| Krähenberg 36 52° 9′ 21″ N, 9° 57′ 43″ O           | Wohnhaus                              | | 37532702 |                |
| Krähenberg 37 52° 9′ 21″ N, 9° 57′ 42″ O           | Wohnhaus                              | | 37532722 |                |
| Krähenberg 38 52° 9′ 21″ N, 9° 57′ 42″ O           | Wohnhaus                              | | 37532742 |                |
| Krehlastraße 52° 9′ 8″ N, 9° 55′ 31″ O             | Kirche                                | evang.-luth. Christuskirche | 37532762 | Weitere Bilder |
| Langer Garten 19 52° 9′ 45″ N, 9° 57′ 36″ O        | Verwaltungsgebäude                    | Fabrikgebäude der Wirtschaftlichen Landhandelsvereinigung | 37532857 |                |
| Lessingstraße 5 52° 9′ 15″ N, 9° 57′ 46″ O         | Wohnhaus                              | Das Haus wurde 1925 durch die Reichsbank erbaut. | 37532933 |                |
| Linkstraße 19 52° 9′ 25″ N, 9° 56′ 57″ O           | Kirche                                | Die St. Bernward-Kirche wurde von 1905 bis 1907 erbaut. | 37531246 | Weitere Bilder |
| Lucienvörder Straße 10 52° 8′ 36″ N, 9° 56′ 45″ O  | Wohnhaus                              | | 37532952 |                |
| Moltkestraße 9 52° 9′ 12″ N, 9° 57′ 49″ O          | Wohnhaus                              | | 37533092 |                |
| Moltkestraße 13 52° 9′ 16″ N, 9° 57′ 50″ O         | Schule                                | Bürgerschule, Elisabethschule | 37533130 |                |
| Moltkestraße 60 52° 9′ 25″ N, 9° 57′ 51″ O         | Wohnhaus                              | | 37533149 |                |
| Moltkestraße 80 52° 9′ 15″ N, 9° 57′ 52″ O         | Kirche                                | Das Grundstück für die Kirche St. Elisabeth wurde 1904 erworben, der Bau der Kirche wurde bereits 1906 abgeschlossen. Die Kirche wurde aus Kalkbruchstein erbaut. Prägend für die Kirche sind die Turmfassade mit zwei Turmspitzen. | 37533072 | Weitere Bilder |
| Moritzstraße 9 52° 9′ 3″ N, 9° 55′ 31″ O           | Gasthaus                              | Sommer-Gartenwirtschaft u. Obstweinschenke Krehla | 38802601 |                |
| Moritzstraße 9 52° 9′ 3″ N, 9° 55′ 31″ O           | Garten                                | Terrassengarten | 38802710 |                |
| Mozartstraße 2 52° 8′ 49″ N, 9° 58′ 8″ O           | Villa                                 | Villa Lehmann | 37533168 |                |
| Mozartstraße 2a 52° 8′ 48″ N, 9° 58′ 8″ O          | Nebengebäude                          | Nebengebäude | 37533188 | BW             |
| Mozartstraße 3 52° 8′ 47″ N, 9° 58′ 8″ O           | Villa                                 | | 37533207 |                |
| Mozartstraße 4 52° 8′ 46″ N, 9° 58′ 9″ O           | Villa                                 | | 37533226 |                |
| Mozartstraße 5 52° 8′ 46″ N, 9° 58′ 9″ O           | Villa                                 | | 37533245 |                |
| Mozartstraße 6 52° 8′ 45″ N, 9° 58′ 9″ O           | Villa                                 | | 37533264 |                |
| Mozartstraße 7 52° 8′ 44″ N, 9° 58′ 10″ O          | Villa                                 | | 37533283 |                |
| Orleansstraße 43 52° 9′ 24″ N, 9° 57′ 59″ O        | Wohnhaus                              | | 37533537 |                |
| Orleansstraße 64 52° 9′ 15″ N, 9° 57′ 59″ O        | Mehrfamilienhaus                      | | 37533556 |                |
| Ostertor 8 52° 9′ 16″ N, 9° 57′ 24″ O              | Wohn-/Geschäftshaus                   | | 37533652 | BW             |
| Peiner Straße 19 52° 9′ 37″ N, 9° 57′ 2″ O         | Wohnhaus                              | | 37533710 |                |
| Peiner Straße 30 52° 9′ 41″ N, 9° 57′ 7″ O         | Wohnhaus                              | Das Wohnhaus wurde Anfang des 20. Jahrhunderts erbaut, der Architekt war K. Murks. Das Haus hat zwei Geschosse, das Dachgeschoss ist ausgebaut. die Fassade ist geprägt durch ein Zwerchhaus, die Umrandungen der Fenster wurden im Stil des Jugendstils angelegt. | 37533729 |                |
| Richard-Wagner-Straße 17 52° 8′ 43″ N, 9° 58′ 9″ O | Villa                                 | | 37533748 |                |
| Schützenwiese 21 52° 9′ 3″ N, 9° 56′ 11″ O         | Schule                                | Michelsenschule | 37533806 |                |
| Sedanstraße 7 52° 8′ 53″ N, 9° 57′ 36″ O           | Wohnhaus                              | | 37533826 |                |
| Sedanstraße 22 52° 8′ 44″ N, 9° 57′ 38″ O          | Wohnhaus                              | Doppelwohnhaushälfte | 37533845 |                |
| Sedanstraße 23 52° 8′ 43″ N, 9° 57′ 38″ O          | Wohnhaus                              | Doppelwohnhaushälfte | 37533865 |                |
| Sprengerstraße 12 52° 8′ 25″ N, 9° 57′ 40″ O       | Wohnhaus                              | | 37533941 |                |
| Tappenstraße 55 52° 8′ 22″ N, 9° 57′ 28″ O         | Waisenhaus                            | | 37534114 |                |
| Tappenstraße 57 52° 8′ 23″ N, 9° 57′ 25″ O         | Wohnhaus                              | | 37534133 |                |
| Theaterstraße 6 52° 9′ 9″ N, 9° 57′ 29″ O          | Theater                               | | 37534152 |                |
| Triftstraße 52° 8′ 54″ N, 9° 55′ 25″ O             | Flurkreuz                             | | 37534231 |                |
| Vionvillestraße 15 52° 8′ 52″ N, 9° 57′ 39″ O      | Wohnhaus                              | Doppelwohnhaus | 37534305 |                |
| Vionvillestraße 16 52° 8′ 52″ N, 9° 57′ 38″ O      | Wohnhaus                              | Doppelwohnhaus | 41909932 |                |
| Weinberg 1 52° 8′ 39″ N, 9° 57′ 8″ O               | Krankenhaus                           | städtisches Krankenhaus, ehemaliges Verwaltungsgebäude, Hauptgebäude | 37534345 |                |
| Weinberg 1 52° 8′ 42″ N, 9° 57′ 10″ O              | Krankenhaus                           | Nebengeb. nördl. d. Pförtnerh. | 37530009 |                |
| Weinberg 1 52° 8′ 42″ N, 9° 57′ 20″ O              | Krankenhaus                           | Nebengeb. a.d. Renatastr. | 37529988 |                |
| Weinberg 25 52° 8′ 24″ N, 9° 57′ 18″ O             | Wohnhaus                              | | 37530029 |                |
| Weinberg 33 52° 8′ 24″ N, 9° 57′ 15″ O             | Wohnhaus                              | | 37530048 |                |
| Weinberg 63 52° 8′ 32″ N, 9° 57′ 6″ O              | Wohnhaus                              | | 37530067 |                |
| Weinberg 64 52° 8′ 35″ N, 9° 57′ 5″ O              | Villa                                 | Villa Dyes | 37521874 |                |
| Weinberg 64a 52° 8′ 34″ N, 9° 57′ 6″ O             | Schweizerhaus                         | | 37521896 | BW             |
| Weinberg 66 52° 8′ 38″ N, 9° 57′ 0″ O              | Gärtnerhaus                           | | 37521919 |                |
| Weinberg 52° 8′ 35″ N, 9° 57′ 2″ O                 | Park                                  | Ernst-Ehrlicher-Park | 37527722 | BW             |
| Zierenbergstraße 11 52° 9′ 0″ N, 9° 55′ 37″ O      | Wohnhaus                              | Das Rathaus wurde 1907 erbaut, das sind vier Jahre vor der Eingemeindung von Moritzberg nach Hildesheim. Daher wurde das Gebäude auch nur bis 1911 als Rathaus genutzt, danach als Schule. Die Fassade des Haues ist durch vorspringende Risalite geprägt, im Dachbereich befinden sich über den Risaliten vorkragende Zwerchhäuser. Die Zwerchhäuser sind mit Fachwerk verblendet. Über dem Eingang in der Zierenbergstraße befindet sich eine Staue des Heiligen Mauritius. | 37530181 |                |
| Zierenbergstraße 24 52° 9′ 9″ N, 9° 55′ 31″ O      | Pfarrhaus                             | | 37530200 |                |
| Zierenbergstraße 114 52° 8′ 59″ N, 9° 55′ 40″ O    | Wohnhaus                              | Das villenähnliche Wohnhaus wurde 1897 erbaut. | 37530219 |                |
| Zingel 34 52° 9′ 7″ N, 9° 57′ 22″ O                | Bank                                  | Das Gebäude wurde 1897 nach Plänen des Architekten Max Hasak erbaut. Das Gebäude wurde, im Gegensatz zu anderen Gebäuden in Hildesheim, aus hellen Sandstein erbaut. Die andere Bauweise demonstrierte die Machtansprüche der Reichsbank. Das zeigt auch die Fassade zum Zingel. Die mittleren drei von sieben Achsen münden in ein Zwerchhaus, im ersten Geschoss befindet sich hier ein Balkon.                                                                             | 37530360 | BW             |

## Steuerwald
| Lage                                          | Bezeichnung                            | Beschreibung           | ID       | Bild           |
| --------------------------------------------- | -------------------------------------- | ---------------------- | -------- | -------------- |
| Hafenkopfstraße 8 52° 10′ 26″ N, 9° 55′ 45″ O | Umspannstation                         | Klinkerexpressionismus | 37531729 | Weitere Bilder |
| Hafenstraße 20 52° 10′ 25″ N, 9° 55′ 51″ O    | Gebäude der Hafenverwaltung Hildesheim |                        | 37530698 | Weitere Bilder |

### Gruppe: Steuerwald – Bischöfliche Burg
Die Gruppe „Steuerwald – Bischöfliche Burg“ hat die ID 37503698.

| Lage                                          | Bezeichnung        | Beschreibung           | ID       | Bild |
| --------------------------------------------- | ------------------ | ---------------------- | -------- | ---- |
| Mastbergstraße 52° 10′ 10″ N, 9° 55′ 36″ O    | Palas              |                        | 37516821 | BW   |
| Mastbergstraße 19 52° 10′ 9″ N, 9° 55′ 35″ O  | Kapelle            | St.-Magdalenen-Kapelle | 37516795 | BW   |
| Mastbergstraße 19 52° 10′ 9″ N, 9° 55′ 36″ O  | Schmiede           |                        | 37516932 | BW   |
| Mastbergstraße 19 52° 10′ 7″ N, 9° 55′ 38″ O  | Wohnhaus           | Pächterwohnhaus        | 37516849 | BW   |
| Mastbergstraße 19 52° 10′ 9″ N, 9° 55′ 40″ O  | Torturm            |                        | 37516877 | BW   |
| Mastbergstraße 19 52° 10′ 11″ N, 9° 55′ 39″ O | Scheune            |                        | 37516905 | BW   |
| Mastbergstraße 19 52° 10′ 12″ N, 9° 55′ 39″ O | Wirtschaftsgebäude |                        | 37516957 | BW   |

## Ehemalige Baudenkmale
| Lage                                       | Bezeichnung                              | Beschreibung | ID | Bild           |
| ------------------------------------------ | ---------------------------------------- | ------------ | -- | -------------- |
| Alfelder Straße 52° 8′ 16″ N, 9° 56′ 33″ O | Domfriedhof                              |              |    |                |
| Domhof 29b 52° 8′ 59″ N, 9° 56′ 50″ O      | freistehende Giebelwand mit Wappenschild |              |    |                |
| Pfaffenstieg 52° 9′ 1″ N, 9° 56′ 46″ O     | Sandsteinfigur des Heiligen Godehard     |              |    | BW             |
| Mühlenstraße 25 52° 9′ 4″ N, 9° 56′ 29″ O  | Altes Schlafhaus                         |              |    | BW             |
| Mühlenstraße 25 52° 9′ 9″ N, 9° 56′ 29″ O  | Magdalenengarten                         |              |    | Weitere Bilder |